# Distretto di Nomi
Il distretto di Nomi (能美郡, Nomi-gun?) è uno dei distretti della prefettura di Ishikawa, in Giappone.
Fa parte del distretto solo il comune di Kawakita.
| Controllo di autorità | VIAF (EN) 133728586 · LCCN (EN) n83072268 · J9U (EN, HE) 987007555106305171 · NDL (EN, JA) 00295873 |